# Papelão

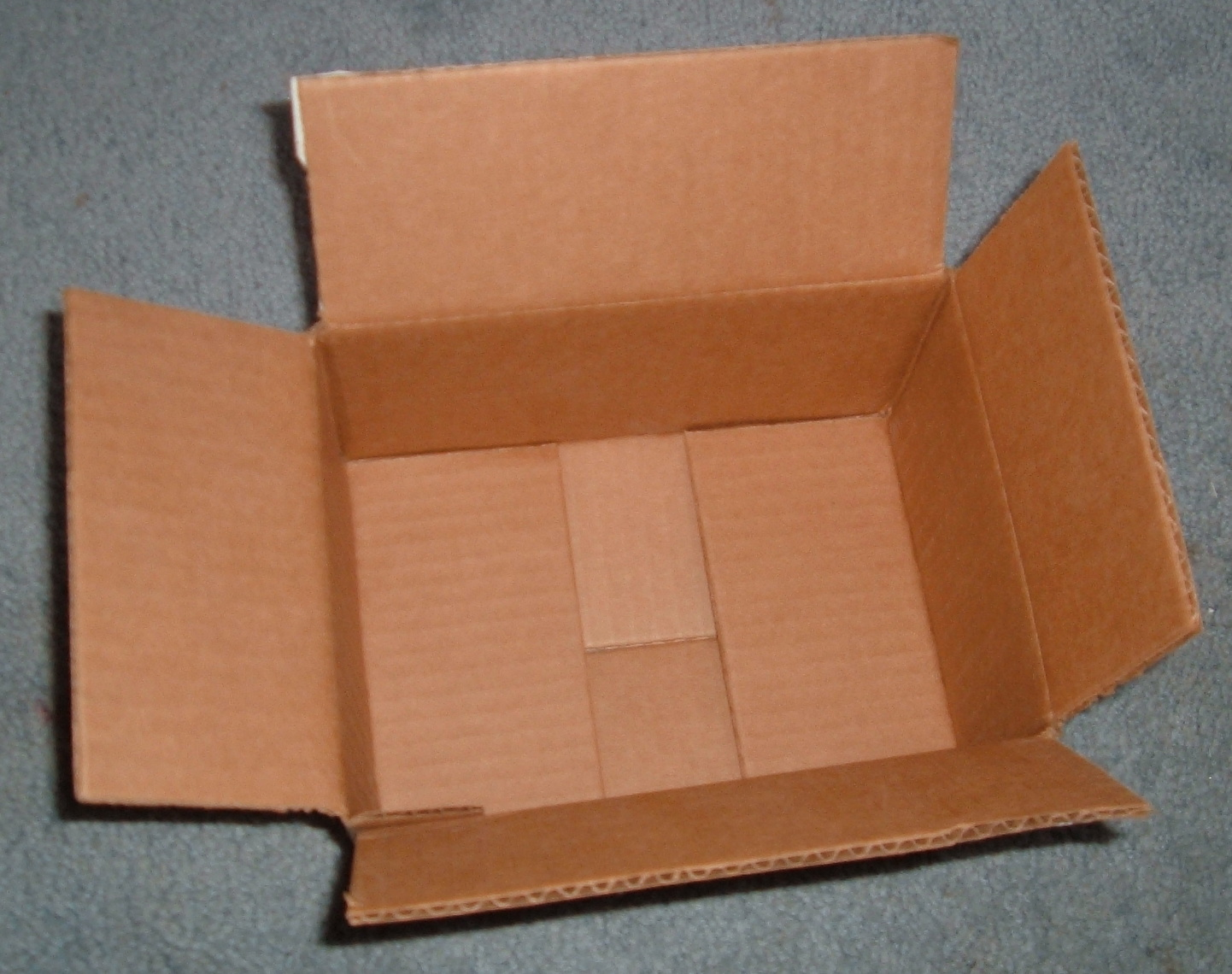
Uma caixa de papelão.

O cartão ou papelão é um tipo mais grosso e resistente de papel, geralmente utilizado na fabricação de caixas, podendo ser liso ou enrugado. É produzido dos papéis compostos das fibras da celulose, que são virgens ou reciclados.
Por este motivo o papelão e seus produtos são frequentemente alvo de processos de reciclagem, gerando toda uma indústria deste processo, desde sua coleta até sua logística e reprocessamento na indústria de produção de papelão.
O tipo mais comum de papelão é o papelão ondulado, composto de três camadas. Tomando como exemplo uma caixa de papelão, teremos a camada mais externa, que tem função de proteção e revestimento. A camada intermediária, também conhecida como "enchimento", é a camada mais volumosa, geralmente composta de um papel grosso disposto de forma ondulada. Finalmente, temos a camada mais interna, com função de revestimento da mesma forma que a primeira camada, porém sendo de um material com menor espessura.

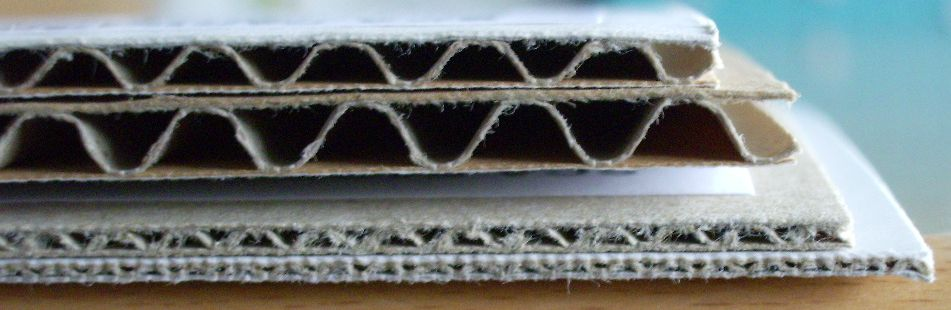
Tipos de papelão.

## História
O papelão ondulado (também chamado de plissado) foi criado na Inglaterra em 1856 e usado como revestimento para cartolas altas, mas não foi patenteado e usado como material de remessa até 20 de dezembro de 1871. A patente foi emitida para Albert Jones (inventor) Albert Jones de Nova York para papelão ondulado de um lado (face única).